# Ronde van Gelderland
De Ronde van Gelderland is een eendaagse wielerkoers voor vrouwen in de Nederlandse provincie Gelderland in de UCI 1.2-categorie. De start- en aankomstplaats is meestal Apeldoorn en er zitten een paar kleine klimmetjes in zoals de Zijpenberg en de Torenberg. Daarnaast speelt de wind soms een rol omdat het parcours deels over de dijken langs IJssel loopt.
In augustus 1957 vond de eerste editie plaats voor mannen die werd gewonnen door Coen Niesten. De koers verschoof regelmatig over de kalender, maar werd meestal in april of mei gereden. In 2003 vond de laatste editie voor mannen en tevens de eerste editie voor vrouwen plaats. De laatste winnaar bij de mannen was Wally Buurstede.
In 2010 en 2011 is de wedstrijd de openingswedstrijd van de KNWU Topcompetitie die verder bestaat uit de Omloop van Borsele en de Ster der Zeeuwsche Eilanden.

## Erelijst
| Jaar | Goud                 | Zilver               | Brons             |
| ---- | -------------------- | -------------------- | ----------------- |
| 2003 | Yvonne Brunen        | Leontien van Moorsel | Vera Koedooder    |
| 2004 | Leontien van Moorsel | Mirjam Melchers      | Arenda Grimberg   |
| 2005 | Suzanne de Goede     | Tanja Hennes         | Kirsten Wild      |
| 2006 | Bertine Spijkerman   | Tanja Hennes         | Mirjam Melchers   |
| 2007 | Marianne Vos         | Ina-Yoko Teutenberg  | Loes Markerink    |
| 2008 | Anne Samplonius      | Eva Lutz             | Andrea Bosman     |
| 2009 | Ina-Yoko Teutenberg  | Rochelle Gilmore     | Emma Johansson    |
| 2010 | Kirsten Wild         | Rochelle Gilmore     | Kristy Broun      |
| 2011 | Ina-Yoko Teutenberg  | Kirsten Wild         | Rochelle Gilmore  |
| 2012 | Suzanne de Goede     | Chantal Blaak        | Megan Guarnier    |
| 2013 | Kirsten Wild         | Giorgia Bronzini     | Chloe Hosking     |
| 2014 | Kirsten Wild         | Jolien D'Hoore       | Melissa Hoskins   |
| 2015 | Kirsten Wild         | Lucy Garner          | Barbara Guarischi |
| 2016 | Katarzyna Niewiadoma | Natalie van Gogh     | Lieselot Decroix  |

Meervoudige winnaars
| Overwinningen | Renster             | Land      | Jaren                     |
| ------------- | ------------------- | --------- | ------------------------- |
| 4             | Kirsten Wild        | Nederland | 2010 + 2013 + 2014 + 2015 |
| 2             | Suzanne de Goede    | Nederland | 2005 + 2012               |
| 2             | Ina-Yoko Teutenberg | Duitsland | 2009 + 2011               |

 Overwinningen per land 
| Overwinningen | Land          |
| ------------- | ------------- |
| 10            | Nederland     |
| 2             | Duitsland     |
| 1             | Canada, Polen |